# Naciye Hanım
Naciye Hanım (1882 – 4. prosince 1923) byla konkubína osmanského sultána Abdulhamida II.

## Biografie
Naciye Hanım (rodným jménem Zeliha Ankuap) se narodila ve vesnici Yukarı Ihsaniye v provincii Bartın jako dcera abchazského dozorčího Arslana Beye a jeho ženy Canhiz Hanim. Její otec byl členem farmářské komunity a také byl vnukem Keleshe Ahmeda Beye Šervašidze, který byl hlavou abchazského státu v letech 1780–1808. Také měla dvě sestry – Asiye Hanim a Pembe Hanim. Ve velmi nízkém věku byla vzata do služeb v paláci.
Podle legendy Kabasakal Mehmed Paša z paláce v Anatolii hledal dívku do služeb a tak se vydal do provincie Bartin. Tam zaslechl něco o Naciye a ihned šel k její sestře Asiye, aby si domluvil její služby v paláci. Když odešla sloužit do paláce, dostala nové jméno Saliha. Nicméně velmi brzy se potkala se sultánem Abdulhamidem a provdala se za něj v listopadu 1904. Po svatbě dostala jméno, pod kterým je známá – Naciye. Mezi konkubínami, které patřily také mezi sultánovi oblíbenkyně, nebyla příliš oblíbená, protože se stala jednou ze dvou nejvíce oblíbených sultánových žen. V roce 1909 dokonce sultána Abdulhamida následovala do exilu a společně s ním se pak v roce 1912 vrátila do Istanbulu.
Zemřela v prosinci roku 1923 v sídle v Erenköy a byla pochována v mauzoleu sultána Mahmuta II.

## Potomci
Společně se sultánem Abdulhamidem II. měla 2 děti, syna a dceru:
- Şehzade Mehmed Abid Efendi (Konstantinopol, palác Yıldız , 17. září 1905 – Beirut, 8. prosince 1973, pohřben v Damašku)
- Samiye Sultan (16. ledna 1908 – Konstantinopol, palác Yıldız , 24. prosince 1909)